# YoungBoy Never Broke Again
Kentrell DeSean Gaulden (ur. 20 października 1999 w Baton Rouge) – amerykański raper i autor tekstów, znany zawodowo jako YoungBoy Never Broke Again lub NBA YoungBoy. 

## Życiorys
W wieku 16 lat Gaulden wydał swój pierwszy mixtape Life Before Fame. Później w krótkich odstępach czasu pojawiły się projekty: Mind of a Menace, Mind of a Menace 2 i Before I Go. Szybko zdobył popularność, na jego kolejnym wydawnictwie 38 Baby pojawili się gościnnie Boosie Badazz i Kevin Gates. Został aresztowany pod koniec roku pod zarzutem usiłowania zabójstwa. Po wydaniu mixtape'u A.I., projekt wszedł na Bilboard 200 pod numerem 24. Piosenka z mixtape'u No Smoke również trafiła na listy przebojów, oraz osiągnęła status platynowej płyty. Później wydany mixtape wraz z Moneybagg Yo Fed Baby znalazł się pod numerem 21.
Na początku 2018 roku utwór Outside Today został wydany jako pierwszy singel z jego debiutanckiego albumu, utwór znalazł się w Top 40 na liście Hot 100. W kwietniu wydał swój pierwszy album Until Death Call My Name z gościnnym udziałem Future, Lil Baby'ego i Birdmana. Album osiągnął 7 miejsce na liście Billboard 200 w pierwszym tygodniu. W październiku 2019 roku Gaulden wydał singel „Bandit” (z Juice Wrld), który stał się jego pierwszym singlem z pierwszej dziesiątki listy przebojów w USA. Tydzień później wydał krążek AI YoungBoy 2, który zadebiutował jako numer jeden na liście Billboard 200. W kwietniu 2020 roku wydał 38 Baby 2, stał się on jego drugim projektem, który znalazł się na szczycie listy Billboard 200. W tym samym roku Gaulden wydał swój drugi album studyjny Top, który był jego trzecim projektem, który znalazł się na szczycie list przebojów w mniej niż rok. We wrześniu 2021 roku jego album, Sincerely, Kentrell został wydany podczas jego pobytu w więzieniu, ponownie zajmując czołowe miejsca na listach przebojów, co czyni go trzecim artystą obok 2Paca i Lil Wayne'a, który miał album na szczycie list sprzedaży gdy przebywał w więzieniu. W sierpniu 2022 roku wydał swój czwarty album studyjny, The Last Slimeto, który był jego ostatnim albumem studyjnym wydanym przez Atlantic Records. Pod koniec 2022 roku Gaulden podpisał kontrakt z Motown i wydał swój piąty album, I Rest My Case w styczniu 2023 roku. Kilka miesięcy później, w kwietniu 2023 roku, wydał swój szósty album studyjny Don't Try This at Home.

## Dyskografia
Albumy studyjne
- Until Death Call My Name (2018)
- Master the Day of Judgement (2018)
- 4Respect 4Freedom 4Loyalty 4WhatImportant (2018)
- Decided (2018)
- Realer (2018)
- AI YoungBoy 2 (2019)
- Still Flexin, Still Stepin (2020)
- 38 Baby 2 (2020)
- Top (2020)
- Until I Return (2020)
- Nobody Safe (2020)
- The Last Slimento Sampler (2021)
- Sincerely, Kentrell (2021)
- From The Bayou (2021)
- Colors (2022)
- BETTER THAN YOU (2022)
- The Last Slimeto (2022)
- Realer 2 (2022)
- 3800 Degrees (2022)
- Ma' I Got A Family (A Gangsta Grills Special Edition Hosted by DJ DRAMA) (2022)
- Lost Files (2022)
- 3860 (2022)
- I Rest My Case (2023)
- Don't Try This at Home (2023)
- Richest Opp (2023)
- Decided 2 (2023)
- Compliments of Grave Digger Mountain (2024)

## Nagrody i nominacje
| Rok  | Nagroda            | Kategoria         | Dzieło                                                  | Wynik     |
| ---- | ------------------ | ----------------- | ------------------------------------------------------- | --------- |
| 2019 | BET Hip Hop Awards | Best Impact Track | "I Am Who They Say I Am" (z Kevin Gates i Quando Rondo) | Nominacja |